# Amsterdam Tournament 2007
A 2007-es Amsterdam Tournament  egy szezon előtti labdarúgó torna volt az Ajax, az Arsenal, az Atlético Madrid és a Lazio részvételével. 2007. augusztus 2-án és augusztus 4-én játszották le, a helyszín az Amsterdam ArenA volt.

## Tabella
| # | Csapat          | M | Gy | D | V | Lg | Kg | Gk | P |
| - | --------------- | - | -- | - | - | -- | -- | -- | - |
| 1 | Arsenal         | 2 | 2  | 0 | 0 | 3  | 1  | +2 | 9 |
| 2 | Atlético Madrid | 2 | 1  | 0 | 1 | 3  | 3  | 0  | 6 |
| 3 | Ajax            | 2 | 1  | 0 | 1 | 2  | 1  | +1 | 5 |
| 4 | Lazio           | 2 | 0  | 0 | 2 | 2  | 5  | -3 | 2 |

Jegyzet: Extra pont jár minden egyes lőtt gólért.

## Eredmények

### 1. nap
| 2007-08-02 18:30 CET | Lazio      | 1 – 2                 | Arsenal                  | Amsterdam ArenA, Amszterdam Nézőszám: 20,000 Játékvezető: Bas Nijhuis |
| 2007-08-02 18:30 CET | Pandev 40' | (1 – 1) (Jegyzőkönyv) | Bendtner 19' Eduardo 55' | Amsterdam ArenA, Amszterdam Nézőszám: 20,000 Játékvezető: Bas Nijhuis |

| 2007-08-02 20:45 CET | Ajax                   | 2 – 0                 | Atlético Madrid | Amsterdam ArenA, Amszterdam Nézőszám: 11,000 Játékvezető: Eric Braamhaar |
| 2007-08-02 20:45 CET | Gabri 47' Sneijder 59' | (0 – 0) (Jegyzőkönyv) |                 | Amsterdam ArenA, Amszterdam Nézőszám: 11,000 Játékvezető: Eric Braamhaar |

### 2. nap
| 2007-08-04 19:00 CET | Lazio     | 1 – 3                 | Atlético Madrid                       | Amsterdam ArenA, Amszterdam Nézőszám: 20,000 Játékvezető: Ruud Bossen |
| 2007-08-04 19:00 CET | Mauri 66' | (0 – 1) (Jegyzőkönyv) | Braulio 39' Luis García 65' Reyes 69' | Amsterdam ArenA, Amszterdam Nézőszám: 20,000 Játékvezető: Ruud Bossen |

| 2007-08-04 21:15 CET | Ajax | 0 – 1                 | Arsenal        | Amsterdam ArenA, Amszterdam Játékvezető: Eric Blom |
| 2007-08-04 21:15 CET |      | (0 – 0) (Jegyzőkönyv) | van Persie 87' | Amsterdam ArenA, Amszterdam Játékvezető: Eric Blom |